# Joseph Levine (philosophe)
Joseph Levine est un philosophe américain de l'Université du Massachusetts à Amherst ayant reçu sa thèse à l'Université Harvard en 1981.
Il travaille dans le domaine de la philosophie de l'esprit et est principalement connu pour avoir formulé l'argument du fossé explicatif contre les explications matérialistes de la conscience.
L'argument du fossé explicatif a été cité comme un précurseur à la formulation par David Chalmers du problème difficile de la conscience, et comme l'une des objections principales auxquelles les théories matérialistes doivent répondre,,.
L'idée derrière cet argument est qu'il existe un fossé explicatif impossible à refermer lorsque nous tentons d'expliquer la conscience à travers les sciences  naturelles, car certains aspects des états mentaux ne semblent pas pouvoir être réduits à des processus physiques. En ce sens, il y aurait un fossé entre l'aspect objectif des sciences et l'aspect interne et subjectif de la conscience phénoménale.
Joseph Levine ne considère pas que son argument nécessite une conclusion métaphysique ni ne réfute le matérialisme, en revanche, il considère qu'il pose un problème épistémique. Il note:
Bien que je pense qu'au final la réponse matérialiste sera probablement bonne, il n'est pas suffisant de mettre le problème corps-esprit au placard. Même si les considérations de concevabilité n'établissent pas que l'esprit est effectivement distinct du corps, ou que les propriétés mentales sont métaphysiquement irréductibles aux propriétés physiques, elles montrent toutefois qu'il nous manque une explication du mental dans les termes du physique.